# کولزویل (ویسکانسین)
کولزویل (به انگلیسی: Kohlsville) یک منطقهٔ مسکونی در ایالات متحده آمریکا است که در ویسکانسین واقع شده‌است. کولزویل ۳۰۶٫۹۴ متر بالاتر از سطح دریا واقع شده‌است.